# Parada Sanatórios
A Parada Sanatórios é uma parada ferroviária da Estrada de Ferro Campos do Jordão (EFCJ). Foi inaugurada em 1944 e atualmente encontra-se sem uso.
Localiza-se no município de Campos do Jordão.

## História
Esta parada atendia ao sanatório que deu origem ao atual município de Campos do Jordão, o qual também foi a causa da construção da ferrovia. A linha original da EFCJ teria nessa parada ponto final entre 1914 e 1919, com seus trens a vapor, quando foi inaugurada a Estação Abernéssia. O prédio dos sanatórios atualmente é ocupado pela prefeitura, e a parada deixou de ter uso com o fim dos trens de subúrbio de Campos do Jordão. Sua versão atual, uma plataforma com cobertura de telhas sustentadas por pilares de concreto, foi construída em 1944.